# Cantó de Sant Joan de Roians
El cantó de Sant Joan de Roians és un cantó francès del departament de la Droma, situat al districte de Valença. Té 12 municipis i el cap és Sant Joan de Roians.

## Municipis
- Bouvante
- Échevis
- La Motte-Fanjas
- Leoncèl
- Oriol-en-Royans
- Rochechinard
- Santa Eulalia de Roians
- Sant Joan de Roians
- Sant Laurenç de Roians
- Saint-Martin-le-Colonel
- Sant Nasari de Roians
- Sant Tomàs de Roians

| Data d'elecció                           | Identitat          | Partit                    | Qualitat |
| ---------------------------------------- | ------------------ | ------------------------- | -------- |
| 1945-1955                                | Benjamin Malossane | SFIO                      |          |
| 1955-1998                                | Gérard Sibeud      | UDR, després de RPR       |          |
| 1998-2011                                | Danièle Pic        | Divers gauche, després PS |          |
| 2011-                                    | Christian Morin    | UMP                       |          |
| les dades anteriors no són pas conegudes |                    |                           |          |